# Янній та Ямврій
Янній та Ямврій (Мамбрій) — апокрифічні імена чаклунів що протистояли Мойсеєві та Аарону перед фараоном (Кн. Вихід, 7:10-12). Не згадуються у Старому Заповіті, відомі по 2-у посланню Тимофію апостола Павла (3:8) [Архівовано 7 квітня 2014 у Wayback Machine.], а також по «Природничій історії» Плінія (24-75 роки н.е.) та по тексту Таргуму.
Ориген (бл. 185–254) вказує на існування апокрифу за назвою «Книга Яннія та Ямврія». У переліку апокрифів Геласія Першого (†496) Decretum Gelasianum маємо згадку твору «Покаяння Яннія та Ямврія». Ймовірно це текст, що було наново відкрито у 1931 році, див. Папіруси Честера Бітті.
За ствердженням відомого сходознавця Давіда Самуеля Марголіуса (David Samuel Margoliouth, 1858-1940), образи Яннія та Ямврія могли стати прототипами янголів Харута та Марута у ісламі.   